# Ямаока, Гэнрин

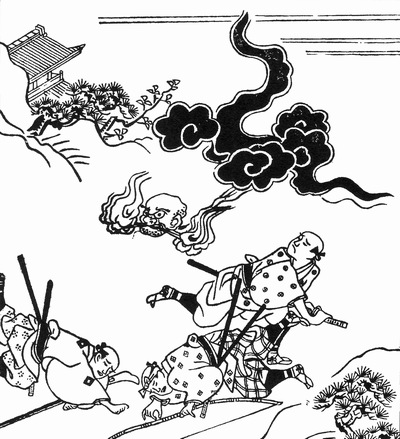
Иллюстрация из книги «Анализ ста старых и новых повестей о призраках», 1686 г.

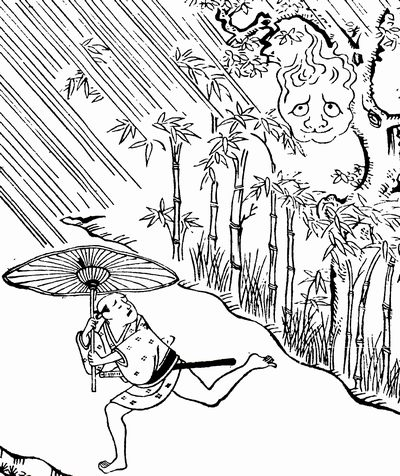
Цурубэ-отоси (вверху справа), иллюстрация из книги «Анализ ста старых и новых повестей о призраках», 1686 г.

Гэнрин Ямаока (яп. 山岡元隣, настоящее имя: Синсабуро Ямаока, Shinsaburo Yamaoka; 1631 Киото, Япония — 19 августа 1672) — японский поэт периода Эдо, филолог и врач. Ученик Кигина Китамуры.

## Биография
Родился в богатой купеческой семье, жившей в Киото. Отец был торговцем из Удзиямады (сейчас — Исе). В молодости изучал синологию, медицину и хайку. Из-за плохого здоровья не стал продолжать семейное дело и посвятил себя работе врачом. В 1655 году стал учеником прославленного поэта Кигина Китамуры. Умер 19 августа 1672, в возрасте 41 года.

## Произведения

### Книги в жанре хайку
- Minoraku seiku (身樂千句)[1] — 1662
- Haikai Shoshiki (俳諧小式) — 1662
- Сокровищница (宝蔵)[2][3]- 1671
- Shokoku Dokuginshu (諸国独吟集) — 1672

### Книги в жанреканадзоси
- Taga Minoue (他我身のうへ)[4] — 1657
- Kosakazuki (小巵)[5] — 1671

### Другие произведения
- Imagawa genkai (今川諺解)[6]
- Kasen zorohe (歌仙そろえ)[7] — сборник стихов Кигина Китамуры и Нисиямы Соина
- Shokumotsu waka honzo zoho (食物和歌本草増補)[8]

### Комментарии к произведениям других авторов
- Комментарий к книге Ходзёки, Камо-но Тёмэя — 1658
- Анализ ста старых и новых повестей о призраках. (古今百物語評判)[9] — июль-август 1686[10]